# سباستین باخمان
سباستین باخمان (انگلیسی: Sebastian Bachmann؛ زادهٔ ۲۴ نوامبر ۱۹۸۶) شمشیرباز اهل آلمان است.
وی همچنین برندهٔ جوایزی همچون برگ بوی نقره‌ای شده‌است.